# Make It Real
Make It Real è una canzone della band Hard rock/Heavy metal tedesca Scorpions inserita nell'album Animal Magnetism e pubblicato nel 1980 con etichetta EMI.
Scritta dal chitarrista Rudolf Schenker e dal batterista Herman Rarebell, è una canzone grintosa e ben supportata dal duetto di chitarre che si alternano nella maniera tipica dei primi anni '80. Il singolo, il secondo estratto dall'album, raggiunse la 72ª posizione in Gran Bretagna.

## Tracce
1. Make It Real (Schenker, Rarebell) - 3:49
2. Hold Me Tight (Schenker, Meine, Rarebell) - 3:58

## Formazione
- Klaus Meine - voce
- Rudolf Schenker - chitarra
- Matthias Jabs - chitarra
- Francis Buchholz - basso
- Herman Rarebell - batteria